# Criollo (cavallo)

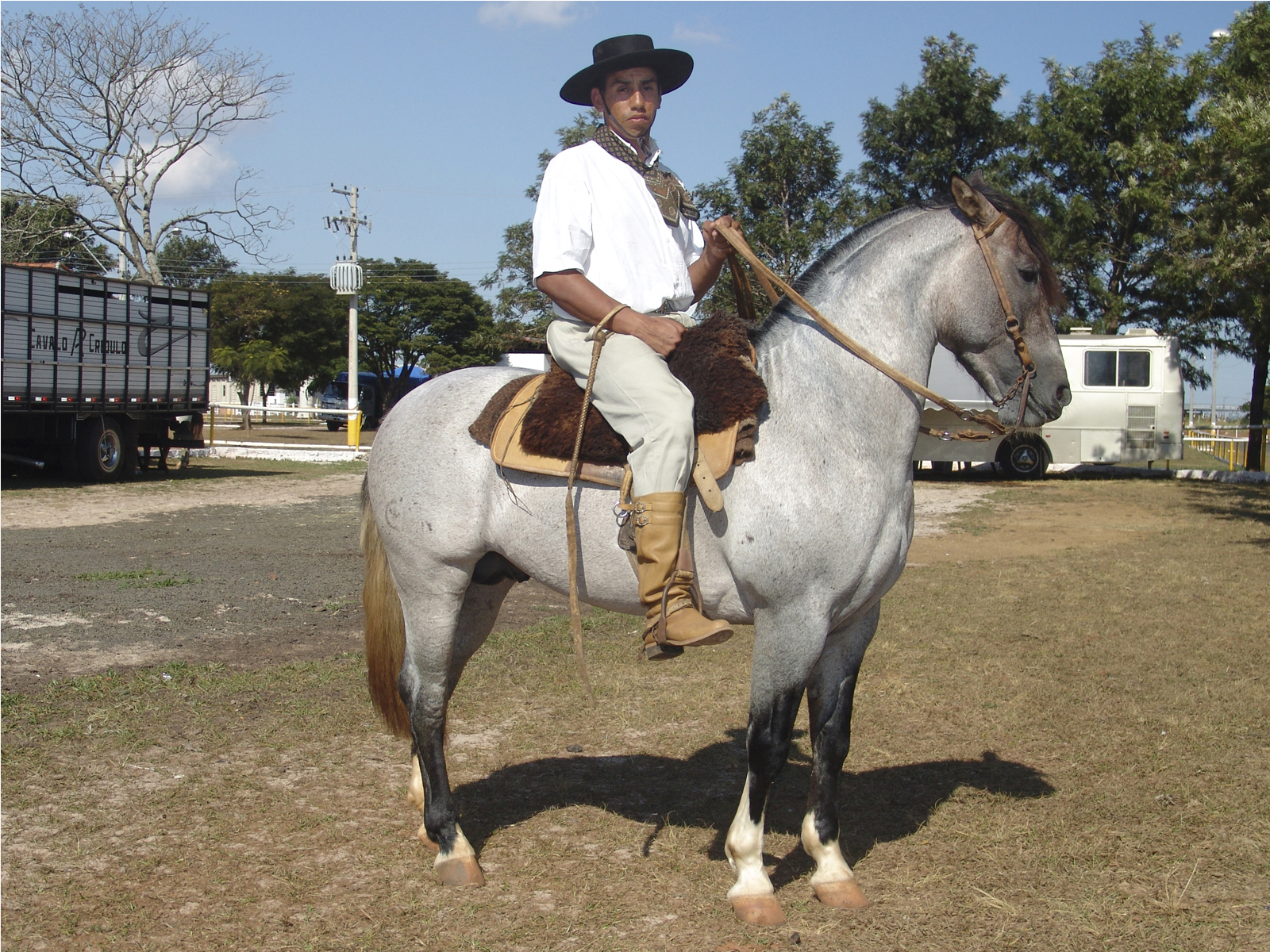
Cavallo criollo montato alla maniera vaquera

La razza equina Criollo è originaria del'America meridionale, più precisamente dell'Argentina.

## Etimologia
Prendono origine dalla parola "criollo" che identificava i sudamericani di origine spagnola. In effetti questi cavalli sono i discendenti dei cavalli portati in Sud America -specialmente nel Cono Sud- dagli Spagnoli. 
Nei vari paesi dell'America meridionale il Criollo assume denominazioni diverse: in Cile ad esempio viene chiamato Chileno, termine che deriva da quello argentino indicando però un animale più rustico e resistente; in Colombia il nome (Guajira) deriva dall'omonima regione; in Venezuela viene invece chiamato Llanero, indicando un animale meno solido e con un profilo fronto-nasale convesso. Ancora, in Perù è detto Salteno, con tre versioni diverse in base alle caratteristiche morfologiche:
- Costeño: proveniente dal "paso Ilano";
- Morochuco: allevato nelle Ande, presenta fronte sporgente e orecchie più piccole;
- Chola: con conformazione più tarchiata.

In Brasile di distinguono 3 differenti razze:
1. Crioulo del Rio Grande del Sud: d'impronta Berbera;
2. Mangalarga: derivante dall'incrocio fra l'Andaluso e l'Altèr-Real;
3. Campolina: che prende il nome dal creatore, di derivazione Andalusa, presenta stinchi e pastorali più corti, con un torace più profondo rispetto ai precedenti.

## Storia
Si dice che nel saccheggio e successivo incendio di Buenos Aires della metà del '500 le centinaia di cavalli arabi, berberi e andalusi portati dagli spagnoli scappassero nelle pampas e lì si riproducessero in libertà selezionati per quattro secoli dalle durissime condizioni ambientali, determinando il tipo criollo. Pur ammettendo la eventuale veridicità di questo, il tipo criollo varia leggermente da Paese a Paese, essendo diffuso in Argentina, Cile, Uruguay, Paraguay, la regione all'Oriente della Bolivia e parte (Sud) del Brasile. Attualmente insieme ai criollos che nascono e vivono liberi e vengono via via "prelevati" dai gauchos per il loro lavoro, esistono anche allevatori di criollos. Gli allevatori argentini sostengono di allevare il criollo più simile a quello selvaggio.
Verso la fine del XIX secolo la razza ebbe un calo demografico per l'importazione di cavalli Europei e degli Stati Uniti D'America, portandola ad una minore resistenza alle malattie ma dall'inizio del XX secolo è stato sottoposto ad un programma di selezione che nel 1918 ha visto la creazione di un regolare Stud Book.

## Caratteristiche e utilizzo

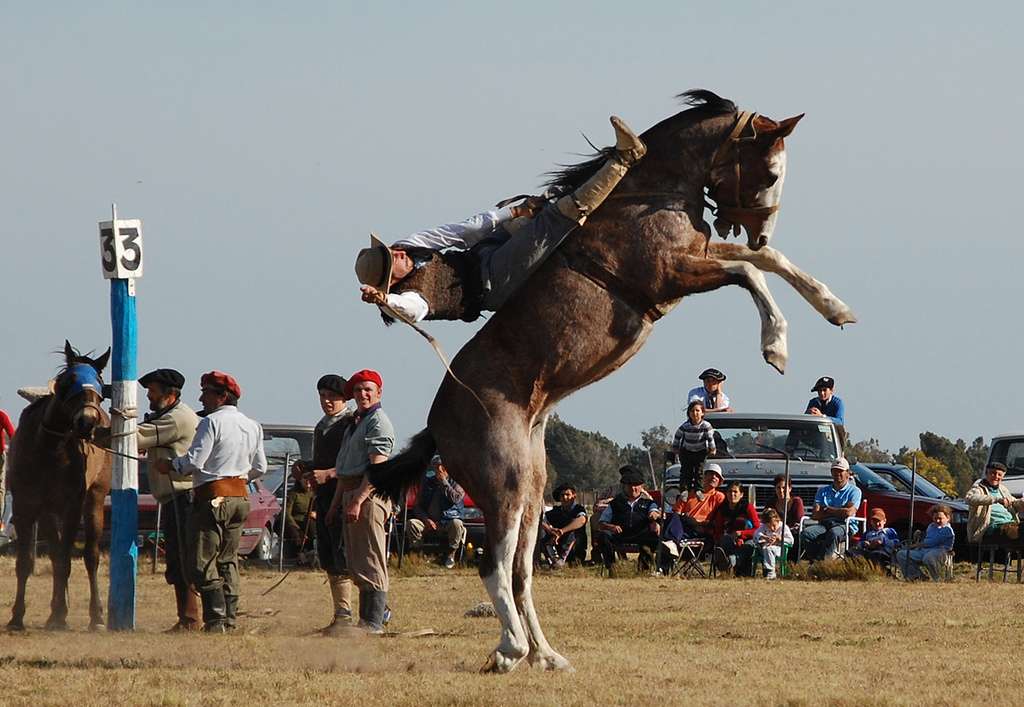
Gaucho che doma un criollo

È un cavallo da sella di tipo mesomorfo dalla resistenza eccezionale. L'altezza al garrese solitamente varia tra 140 e 150 cm. Viene utilizzato nell'America meridionale come cavallo da lavoro per i gauchos e nei lavori leggeri di fattoria. Riesce a sopportare temperature molto rigide e a sopravvivere con pochissimo cibo e acqua. Di carattere estremamente volenteroso. Nei luoghi di origine -oltre ai soggetti allevati dall'uomo- il criollo è spesso "prelevato" da branchi semibradi, ammansito e domato. Gli allevatori di criollos organizzano ogni anno una gara di resistenza su una distanza di 750 km, in cui il cavallo può nutrirsi solo di quello che trova lungo il percorso. Dopo circa 26 giorni di gara i cavalli hanno perso certamente del peso, ma devono essere energici come alla partenza.
Molti di questi cavalli, dopo essere stati allevati allo stato semibrado nelle pianure della Pampa, vengono trasportati in Europa (solo in Italia) via nave con viaggi che possono durare fino a quasi 20 giorni. In questi ultimi anni durante il trasporto i cavalli sono ben accuditi e la mortalità è minima. 

In Italia vengono selezionati gli individui più dotati che vengono venduti come cavalli da sella in base alle loro attitudini. Molto raramente vengono utilizzati come cavalli da carne. Come cavalli da sella si dimostrano molto generosi e volenterosi; la doma risulta pressoché perfetta grazie al lavoro dei gauchos.

## Longevità
Come tutti i cavalli allevati in libertà, se mantenuto sempre all'aperto e in spazi grandi, arriva spesso all'età di 40 anni.